# Gran sello del estado de Florida
El gran sello del estado de Florida es un símbolo usado para representar al Gobierno del estado de Florida, en Estados Unidos, además de para otros fines oficiales como sellar legislación y documentación oficial. Comúnmente también es usado para designar vehículos y edificios oficiales y otros bienes del gobierno estatal. También es el símbolo que aparece en el centro de la bandera del estado de la Florida.
En el sello aparece una mujer nativa norteamericana del pueblo seminola esparciendo flores en primer plano y un palmito sabal (Sabal palmetto), planta nativa de la costa del estado de Florida. En el fondo se halla un barco de vapor tras el cual se vislumbra el sol en el horizonte provocando que varios rayos de sol surquen el cielo. El sello está enmarcado dentro de un círculo donde se leen las siguientes leyendas, «Great Seal of the State of Florida» (Gran sello del estado de Florida) situado arriba, e «In God We Trust» (En Dios confiamos), abajo.

## Historia

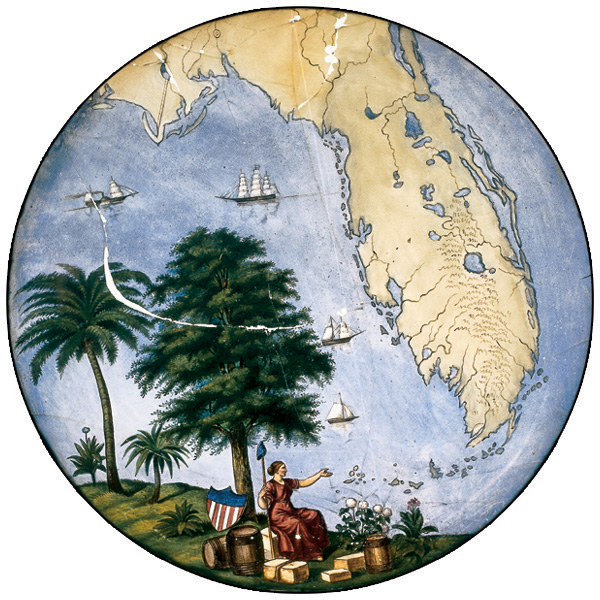
Primera versión del sello de Florida en 1861.

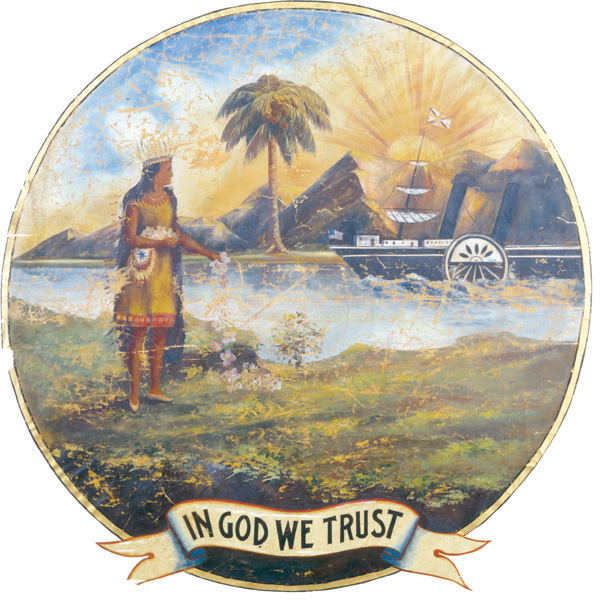
El sello de Florida en 1868.

En 1861 apareció una primera versión del sello de Florida, donde se incluían una palmera y un árbol de hoja ancha, junto con la figura alegórica femenina de la libertad, en primer plano, y con varias cajas y barriles a sus pies. En el fondo un mapa con el perfil del estado de la Florida, y con varios barcos circulando por el mar.
La disposición de los diferentes elementos que componen el sello fue definida por primera vez por la legislación de la Florida en 1868. Aunque esta composición no ha sido modificada sustancialmente a lo largo de los años, la representación de los diferentes elementos sí que han sido cambiados de forma considerable.
La descripción del sello de 1868 contenía muchos elementos considerados como típicos del estado, pero que en realidad eran inexactos, como la representación de una nativa de las Grandes Llanuras, que más tarde sería remplazada por una nativa del pueblo Seminola. Otros elementos imprecisos son la existencia de un cocotero, que no era típico del estado y la existencia de montañas, cuando no existen grandes montañas en Florida. Debido a estas inexactitudes la composición del sello ha sido modificada en varias ocasiones.
En 1970, la composición del sello fue cambiada para reemplazar la palmera cocotera por un palmito sabal, que fue adoptado como planta estatal en 1953 y era natural de Florida.
En 1985, una nueva descripción del sello fue aprobada, que detalla de forma más precisa y exacta sus elementos, y corregía muchos errores. La descripción fue presentada por el Gobernador Bob Graham y al poder legislativo por el Secretario de Estado George Firestone. Esta es la versión actual del sello.

## Uso del Sello
El Secretario de Estado de la Florida es el custodio oficial del Sello. El uso o exhibición del Sello debe ser para un propósito oficial y aprobado por el Departamento de Estado de la Florida. Una excepción es que otras agencias estatales o locales de la Florida pueden usar o exhibir el sello oficial para el negocio si es aprobado por el jefe de su agencia. El uso ilegal del sello en la Florida es un delito menor de segundo grado.

## Sellos del Gobierno de la Florida

Sello de la Cámara de Representantes de la Florida
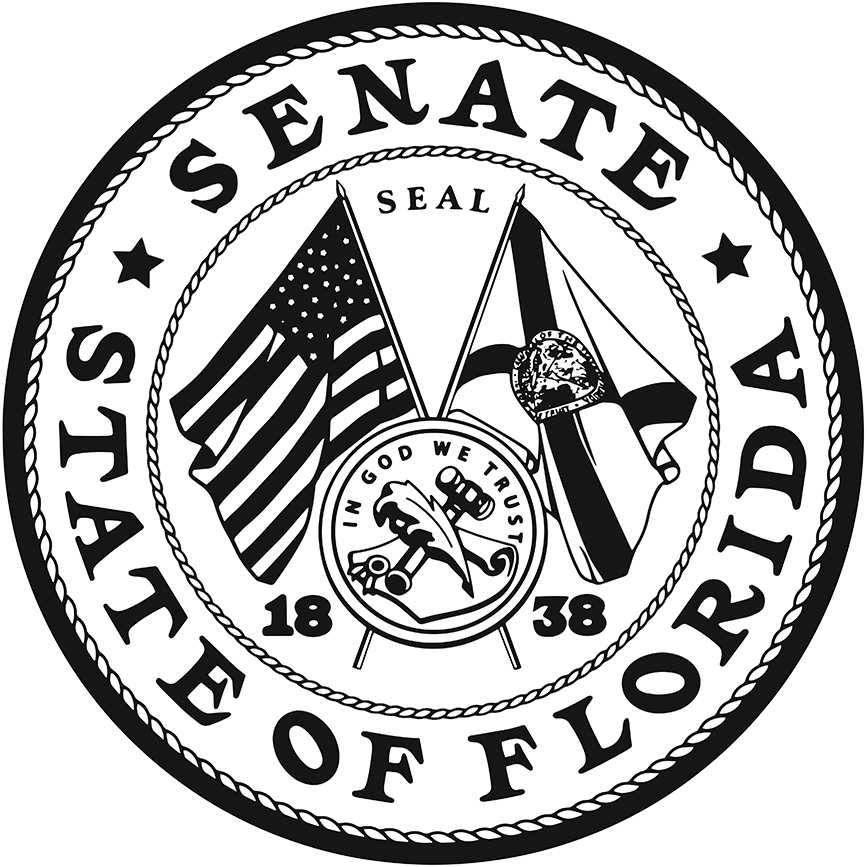
Sello del Senado de la Florida
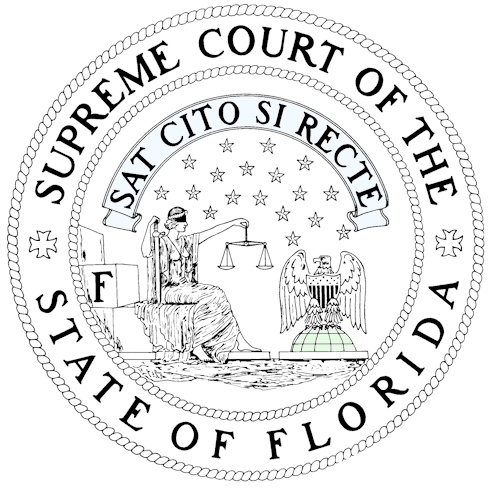
Sello de la Corte Suprema de la Florida
Sello del Departamento de Transporte de la Florida
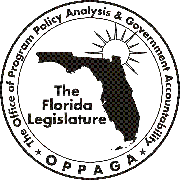
Sello de la Oficina del Programa de Análisis de Políticas y Responsabilidad Gubernamental

## Versiones anteriores

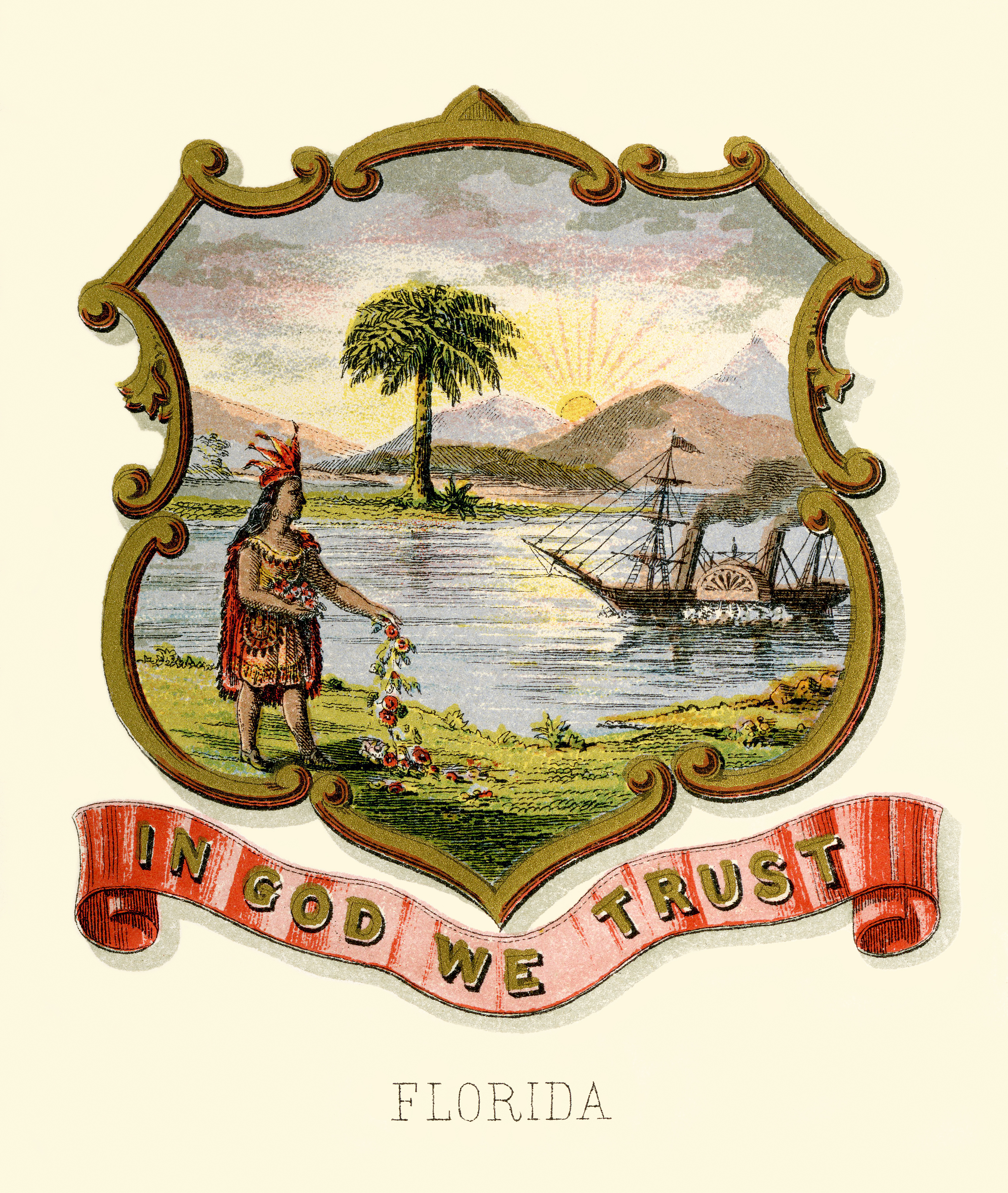
Escudo de armas del estado de Florida (ilustrado, 1876)
Antiguo sello del estado de Florida, usado hasta 1985.

- Datos: Q1148305